# Red Dawn
Red Dawn (conocida como Amanecer rojo en España y Los jóvenes defensores en Hispanoamérica) es una película bélica estadounidense de 1984 filmada en Metrocolor, dirigida por John Milius y protagonizada por Patrick Swayze y Charlie Sheen.
La película cuenta la historia de un grupo de adolescentes estadounidenses de Colorado que, durante el tormento de la Tercera Guerra Mundial y la invasión de su país por el bloque del Este, se transforman en un grupo de resistencia práctica de guerra de guerrillas bajo el nombre de los Wolverines (Lobeznos o Glotones).
En esta historia alternativa, Los Verdes ganaron las elecciones en Alemania Occidental y forzaron la retirada de las fuerzas estadounidenses y sus armas nucleares de Europa Occidental, lo que condujo a la disolución de la OTAN. Cuba invadió América Central y México a raíz de una guerra civil. Dichos países se unieron al bloque soviético.
En 2012 se estrenó en Estados Unidos una nueva versión: Red Dawn. En esta nueva versión remake, el país invasor no es la Unión Soviética sino Corea del Norte. La nueva versión está protagonizada por Chris Hemsworth, Josh Peck, Adrianne Palicki y Josh Hutcherson.

## Argumento

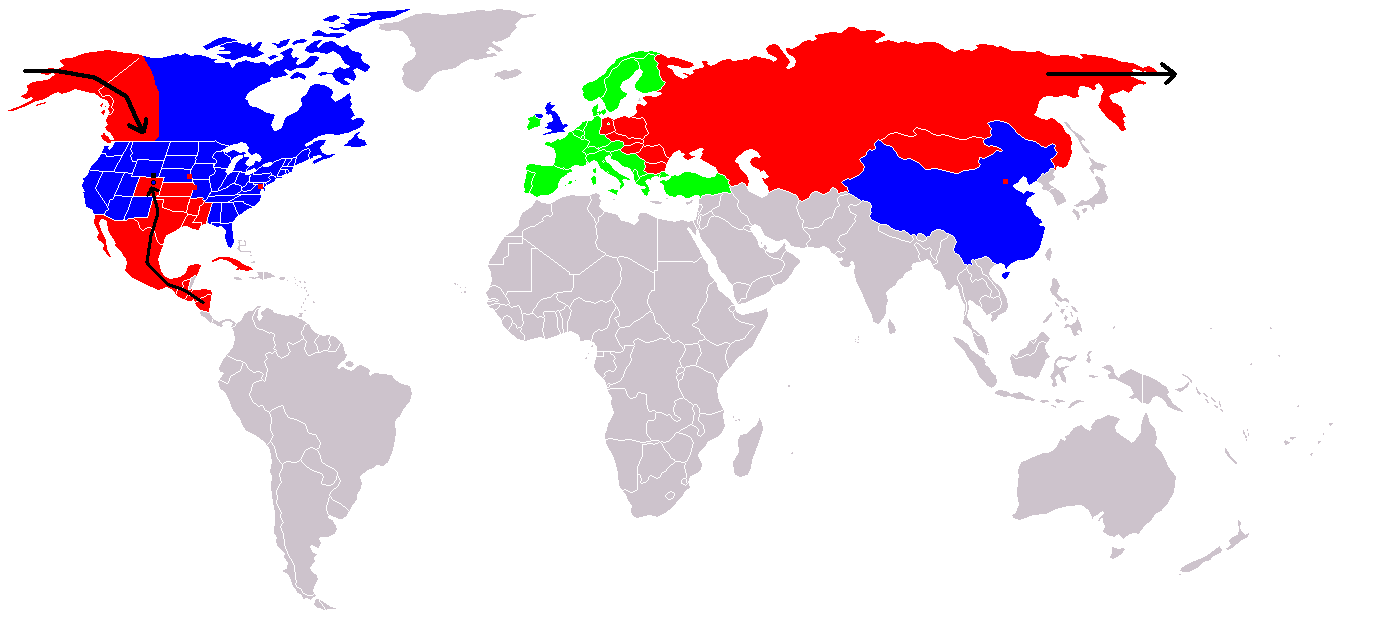
Mapa de los hechos descritos en la película:
Azul: Los Estados Unidos y sus aliados de Canadá, Reino Unido y la República Popular de China.
Rojo: La Unión Soviética y sus aliados.
Verde: Los países neutrales de Europa Occidental.
Los puntos rojos indican algunas posiciones clave, como Washington D.C., Omaha (Nebraska), Kansas City (Misuri), y Pekín (China), destruidas por las bombas atómicas.

Estados Unidos se ha aislado estratégicamente después de la retirada de varias naciones europeas (excepto el Reino Unido) de la OTAN. Al mismo tiempo, la Unión Soviética y sus socios del Pacto de Varsovia amplían agresivamente su esfera de influencia. Además, la cosecha de trigo de Ucrania fracasa mientras se produce un Golpe de Estado comunista en México.
En una mañana de septiembre, en la pequeña ciudad de Calumet, Colorado, un maestro de secundaria local interrumpe la clase cuando ve a los paracaidistas soviéticos aterrizando en un campo cercano. Los paracaidistas abren fuego cuando el maestro los confronta. En el pandemonium resultante, los estudiantes huyen en medio de un intenso tiroteo. En el centro de Calumet, las tropas cubanas y soviéticas intentan imponer el orden después de una ocupación apresurada. El coronel cubano Ernesto Bella (Ron O'Neal), instruye a la KGB para ir a una tienda local de artículos deportivos y obtener los registros de las ventas de armas de la tienda en el Formulario 4473 de la ATF, que enumera a los ciudadanos que han comprado armas de fuego.
Los hermanos Jed y Matt Eckert (Patrick Swayze y Charlie Sheen), junto a sus amigos Robert Morris (C. Thomas Howell), Danny Bates (Brad Savage), Daryl Bates (Darren Dalton) y Arturo "Aardvark" Mondragón (Doug Toby), huyen a los bosques después de equiparse apresuradamente en la tienda de artículos deportivos del padre de Robert. Mientras se dirigen a las montañas, se topan con un control de carretera soviético, pero son salvados por un helicóptero Bell UH-1 Iroquois del Ejército de los Estados Unidos que ataca y neutraliza a los soviéticos. Después de varias semanas en el bosque, vuelven a la ciudad. Jed y Matt se enteran de que su padre Tom Eckert (Harry Dean Stanton) está detenido en un campo de reeducación. Visitan el lugar y le hablan a su padre a través de la valla; este último ordena a sus hijos a vengar su muerte inevitable.
Los jóvenes visitan a los Mason, vecinos del lugar y descubren que están detrás de las líneas enemigas, en la América ocupada. El señor Mason (Ben Johnson), les revela que el padre de Robert fue ejecutado debido al inventario faltante de su tienda. Los Mason piden a Jed y a Matt que se hagan cargo de sus dos nietas, Toni (Jennifer Grey), y Erica (Lea Thompson). Después de matar a unos soldados soviéticos en el bosque, los jóvenes comienzan una resistencia armada contra las fuerzas de ocupación, llamándose a sí mismos los "Wolverines", tomando el nombre de su mascota de la escuela secundaria. Las fuerzas de ocupación inicialmente intentan tácticas de represalia, ejecutando grupos de civiles después de cada ataque de los Wolverines. Durante una de estas ejecuciones masivas, los padres de Jed, Matt y Aardvark son asesinados. El padre de Daryl, el alcalde Bates, es un colaboracionista que intenta apaciguar a las autoridades de ocupación. A pesar de las tácticas de represalia, los asaltos a las tropas invasoras continúan.
Los Wolverines encuentran a un piloto de la Fuerza Aérea de los EUA derribado, el teniente coronel Andrew Tanner (Powers Boothe), quien les informa sobre el estado actual de la guerra: varias ciudades estadounidenses, incluido Washington D. C., fueron destruidas por ataques nucleares; el Comando Aéreo Estratégico fue paralizado por los saboteadores cubanos y paracaidistas enemigos saltaron de falsos vuelos comerciales, tomando puntos clave en preparación de las invasiones que posteriormente se llevaron a cabo a través de México y Alaska. El tercio central de los EE. UU., ha sido tomado, pero los contraataques estadounidenses han detenido los avances soviéticos a lo largo de las Montañas Rocosas y el río Misisipi, estabilizando las líneas del frente. Los únicos países todavía aliados de Estados Unidos, el Reino Unido y China, han sufrido una gran merma de su capacidad militar y apenas son capaces de resistir frente al enemigo. Preocupados por las consecuencias de los ataques nucleares, ambas partes se abstienen del uso posterior de armas nucleares.
Tanner ayuda a los Wolverines a organizar emboscadas contra los soviéticos. Poco después, en una visita a la línea del frente, Tanner y Aardvark mueren en el fuego cruzado de una batalla de tanques. Daryl es atrapado por los soviéticos, después de ser delatado por su padre y mediante amenazas de tortura, los oficiales de la KGB fuerzan a Daryl a tragar un dispositivo de rastreo. Luego lo liberan para que se reúna con la guerrilla. Las fuerzas militares Spetsnaz son enviados a las montañas tras él con un equipo de triangulación de radio portátil, pero son emboscados por los Wolverines, antes de que Daryl llegue hasta los últimos. El grupo rastrea la fuente de la señal hasta dar con Daryl, quien confiesa y suplica misericordia, pero es ejecutado por Robert después de que Jed mata a un soldado soviético capturado.
Los Wolverines restantes son emboscados por helicópteros de combate Mil Mi-24 y Robert y Toni son asesinados. Jed y Matt atacan las oficinas centrales soviéticas en Calumet para distraer a las tropas mientras Danny y Erica se escapan. El plan funciona, pero Jed y Matt resultan malheridos en la refriega. Aunque el coronel Bella se encuentra con los hermanos, no es capaz de matarlos y los deja ir. Sin embargo, los hermanos mueren poco después en un banco del parque donde jugaban cuando eran niños.
Erica narra que los EE. UU. repelieron la invasión soviética un tiempo después. Una placa se ve con Partisan Rock (la Roca de los Partisanos) en el fondo, con los nombres de los guerrilleros supuestamente muertos durante la contienda. La roca está vallada y una bandera estadounidense ondea cerca. La placa dice: "En los primeros días de la Tercera Guerra Mundial, los guerrilleros, en su mayoría muchachos, grabaron en esta roca los nombres de sus compañeros caídos. Lucharon y dieron sus vidas para que esta nación no desaparezca de la faz de la tierra".

## Reparto
- Patrick Swayze como Jed Eckert.
- C. Thomas Howell como Robert Morris.
- Charlie Sheen como Matt Eckert.
- Lea Thompson como Erica Mason.
- Jennifer Grey como Toni Mason.
- Darren Dalton como Daryl Bates.
- Brad Savage como Danny Bates.
- Doug Toby como Arturo "Aardvark" Mondragón.
- Powers Boothe como Tte. coronel Andrew Tanner.
- Ben Johnson como Jack Mason.
- Harry Dean Stanton como Tom Eckert.
- Ron O'Neal como Col. Ernesto Bella.
- William Smith como Col. Strelnikov (El cazador).
- Vladek Sheybal como Gen. Bratchenko.
- Frank McRae como Sr. Teasdale.
- Roy Jenson como Sr. Samuel Morris.

## Doblaje
| Personaje                      | Actor/Actriz original Estados Unidos | Actor/Actriz de doblaje Hispanoamérica | Actor/Actriz de doblaje España |
| ------------------------------ | ------------------------------------ | -------------------------------------- | ------------------------------ |
| Jed Eckert                     | Patrick Swayze                       | John Knuckey                           |                                |
| Matt Eckert                    | Charlie Sheen                        | Alexis Quiroz                          |                                |
| Robert Morris                  | C. Thomas Howell                     | Jorge Araneda                          |                                |
| Toni Mason                     | Jennifer Grey                        | Rosario Zamora                         |                                |
| Erica Mason                    | Lea Thompson                         | Viviana Navarro                        |                                |
| Daryl Bates                    | Darren Dalton                        | Alejandro Trejo                        |                                |
| Danny Bates                    | Brad Savage                          | Mario Santander                        |                                |
| Teniente coronel Andrew Tanner | Powers Boothe                        | Sandro Larenas                         |                                |
| Arturo "Aardvark" Mondragón    | Doug Toby                            |                                        |                                |
| Jack Mason                     | Ben Johnson                          | Omar López                             |                                |
| Tom Eckert                     | Harry Dean Stanton                   | Marco Antonio Espina                   |                                |
| General Bratchenko             | Vladek Sheybal                       | Marco Antonio Espina                   |                                |
| Coronel Ernesto Bella          | Ron O'Neal                           | Aníbal Reyna                           |                                |
| Coronel Strelnikov             | William Smith                        |                                        |                                |
| Sr. Teasdale                   | Frank McRae                          | Enrique Madiña                         |                                |
| Samuel Morris                  | Roy Jenson                           |                                        |                                |
| Sr. Mondragón                  | Pepe Serna                           |                                        |                                |
| Alcalde Bates                  | Lane Smith                           |                                        |                                |
| Capitán nicaragüense           | Judd Omen                            |                                        |                                |
| Sargento Stepan Gorsky         | Radames Pera                         |                                        |                                |
| Insertos                       | N/A                                  | Luis Rojas                             |                                |

## Producción

### Ten Soldiers
Originalmente llamado Ten Soldiers, fue escrito por Kevin Reynolds. Se estableció en un futuro cercano cuando una fuerza combinada de rusos y cubanos lanzó una invasión del suroeste de Estados Unidos. Diez niños toman las colinas cuando su pequeño pueblo es capturado, convirtiéndose en una hábil y letal banda guerrillera.
El productor Barry Beckerman leyó el guion y, en palabras de Peter Bart, "pensó que tenía el potencial de convertirse en una película 'artística' dura, tensa, hecha con un presupuesto modesto que posiblemente podría explotar para encontrar una audiencia más amplia". Consiguió que su padre, Sidney Beckerman, lo ayudara a pagar una opción de $ 5,000. Reynolds quería dirigir, pero los Beckerman querían a alguien más establecido. Walter Hill consideró brevemente el guion antes de rechazarlo, al igual que varios otros directores.
Los Beckerman le presentaron el proyecto a David Begelman cuando estaba en Metro-Goldwyn-Mayer (MGM) y fueron rechazados. Lo intentaron de nuevo en ese estudio cuando lo dirigía Frank Yablans. El vicepresidente sénior de producción Peter Bart, quien la recuerda como una "película antibélica muy bien escrita ... una especie de El señor de las moscas", que llevó el proyecto a Yablans.
Las posibilidades de que el guion fuera filmado aumentaron cuando Kevin Reynolds fue asesorado por Steven Spielberg, quien lo ayudó a hacer Fandango. MGM compró el guion.

### John Milius
Bart recuerda que las cosas cambiaron cuando "los jefes de MGM tuvieron una idea mejor. En lugar de hacer una pequeña película conmovedora contra la guerra, ¿por qué no hacer un John Rambo adolescente y entregar el proyecto a John Milius, un cineasta genial y rotundo que amaba las películas de guerra y ¿También amaba la guerra? La idea fue especialmente popular entre un miembro de la junta directiva de MGM, el general Alexander Haig, el ex jefe de personal de Nixon, que anhelaba supervisar la película personalmente y desarrollar una carrera cinematográfica". took the project to Yablans.
Bart dice que la mayoría de los ejecutivos de MGM, excepto Yablans, se oponían a la dirección de Milius. Bart afirma que hizo un intento de último minuto para que Reynolds dirigiera la película y fue a ver a Spielberg. Sin embargo, en esta etapa, Fandango estaba en un montaje preliminar, y Bart sintió que Spielberg estaba decepcionado con la película y no hablaría por Reynolds.
Milius fue contratado para dirigir a una tarifa de $ 1.25 millones, más un arma de su elección.
Milius se dispuso a reescribir el guion. Él y Haig idearon una historia de fondo en la que se desarrollarían las circunstancias de la invasión; según se informa, esto se basó en los planes propuestos por Adolf Hitler para invadir los Estados Unidos durante la Segunda Guerra Mundial. Haig tomó a Milius bajo su protección y lo llevó al Instituto Hudson, el grupo de expertos conservador fundado por Herman Kahn, para desarrollar un escenario plausible. Milius vio la historia como una lucha de liberación del Tercer Mundo al revés; Haig presentó a Nicaragua y sugirió que, con el colapso de la OTAN, un régimen mexicano de izquierda participaría en la invasión soviética, dividiendo efectivamente a Estados Unidos por la mitad. Bart dice: "Incluso Milius se sorprendió por el enfoque de Haig sobre el proyecto. 'Esto va a terminar como una película patriotero y ondeando banderas'", se preocupó Milius. Como resultado, el presupuesto de esta película que alguna vez fue de $ 6 millones casi se triplicó." took the project to Yablans.
Otros cambios incluyeron un cambio de enfoque del conflicto dentro del grupo al conflicto entre los adolescentes y sus opresores, y la aceleración de las edades de algunos de los personajes desde la adolescencia temprana hasta la edad de la escuela secundaria y más allá. También se agregó una secuencia en la que algunos niños visitan un campamento y descubren que a sus padres les han lavado el cerebro.
Milius dijo más tarde: "Veo esto como una película contra la guerra en el sentido de que si ambas partes pudieran ver esto, tal vez no tendría que suceder. Creo que sería bueno que los estadounidenses vieran cómo sería una guerra". La película ni siquiera es tan violenta: la guerra no muestra ninguno de los horrores que podrían suceder en la Tercera Guerra Mundial. De hecho, todo lo que sucedió en la película sucedió en la Segunda Guerra Mundial".
Bart dice que Yablans logró filmar más rápido de lo que Milius quería porque MGM necesitaba una película durante el verano. Milius quería más tiempo para planificar, incluido el diseño de armamento futurista y no disparar durante el invierno, pero tuvo que acceder.
El Pentágono retiró su cooperación de la película.

### Rodaje
La película fue filmada en y alrededor de la ciudad de Las Vegas, Nuevo México. Muchos de los edificios y estructuras que aparecen en la película, incluido un hotel histórico de Fred Harvey Company adyacente a la estación de trenes, el patio de trenes y un edificio cerca del centro, que se repintó con el nombre de "Calumet, Colorado", haciendo referencia a la ciudad de Míchigan, todavía están allí en la actualidad. Una vieja tienda de comestibles Safeway se convirtió en un escenario de sonido y se usó para varias escenas de la película.
Antes de comenzar a trabajar en la película, el elenco se sometió a un curso intensivo de entrenamiento militar de ocho semanas. Durante ese tiempo, los equipos de producción diseñaron y construyeron vehículos de combate especiales en Newhall, California. Soldier of Fortune informó que el tanque T-72 de la película era una réplica tan precisa que "mientras lo transportaban por Los Ángeles, dos oficiales de inteligencia de la CIA lo siguieron hasta el estudio y querían saber de dónde venía".
Powers Boothe afirmó más tarde que "Milius eliminó la vida emocional de sus personajes. Al principio, mi personaje era contrario a la guerra, además de derechista. Se suponía que yo era la voz de la razón en esa película, pero ciertos cortes negaron mi personaje."
Lea Thompson dijo que el corte original presentaba una escena de amor entre ella y Powers Boothe, pero que "fue eliminada después de algunas vistas previas debido a la diferencia de edad. Y esa fue la razón principal por la que tomé la película: fue una escena tremenda".
Algunas de las armas diseñadas para la película no funcionaron. Los helicópteros futuristas creados para la película no tenían la aprobación de la FAA para sobrevolar a las personas.
El presupuesto aumentó de $ 11 millones a $ 15 millones. Finalmente llegó a $ 19 millones.

### Banda sonora
La banda sonora de la película fue compuesta y dirigida por Basil Poledouris; fue el primer álbum de banda sonora lanzado (en LP y disco compacto) por Intrada Records. La etiqueta emitió la puntuación completa en 2007.

## Recepción

### Taquilla
Red Dawn fue la vigésima película más taquillera de 1984, se estrenó el 10 de agosto de 1984 en 1.822 salas y recaudó 8.230.381 dólares en su primer fin de semana. Su taquilla bruta es de $ 38,376,497.

### Crítica
Red Dawn recibió críticas mixtas, recibiendo una calificación de "Rotten" del 46% en Rotten Tomatoes, basada en 24 revisiones. El consenso de la página web dice: "Un atractivo conjunto de estrellas jóvenes tendrán algunas audiencias enraizamiento de los Wolverines, pero la auto-seriedad de la película nunca puede ocultar la estupidez de su concepto alarmista."
Colin Greenland hizo una reseña de Red Dawn para la revista Imagine y afirmó que "Red Dawn [...] es una pequeña película B autocomplaciente, del tipo que Estados Unidos hace tan bien. Ambientada en los primeros meses de la Tercera Guerra Mundial, es un amor crónica del heroísmo juvenil en el Colorado ocupado por Rusia. Los escolares atrapados detrás de las líneas enemigas se convierten en guerrilleros de la noche a la mañana. Matan noblemente, mueren aún más. Bonito paisaje, lástima de la película."
El crítico del New York Times dijo: "Para cualquier llorón-hígados de lirio que suponga que John Milius ... ya ha alcanzado el pináculo del machismo cinematográfico, una advertencia: Red Dawn de Mr. Miliuses más estruendosa que cualquier otra cosa que haya visto". hecho antes. Aquí está el Sr. Milius en su momento más alarmante, presentando un escenario de raíz para la Tercera Guerra Mundial".
MGM se disculpó con los veteranos de guerra de Alaska por la publicidad de la película, que afirmaba que ninguna tropa extranjera había aterrizado en suelo estadounidense, con vistas a la campaña de las Islas Aleutianas de la Segunda Guerra Mundial, donde los soldados japoneses ocuparon las Islas Aleutianas, parte de Alaska.
En el momento de su estreno, Red Dawn era considerada la película más violenta por el Libro Guinness de los Récords y la Coalición Nacional de Violencia en Televisión, con una tasa de 134 actos de violencia por hora, o 2,23 por minuto. La edición especial de DVD de 2007 incluye un "Contador de carnicería" en pantalla como un guiño a esto.
Unos días después de la publicación de la encuesta de NCTV, 35 manifestantes protestaron contra el edificio MGM / United Artists en oposición a la película. John Milius dijo:

"Lo que realmente no le gusta a esta gente es que la película muestra la violencia perpetrada contra invasores rusos y cubanos, que es de lo que se trataba la manifestación. Mi pregunta es, ¿dónde estaban todos estos manifestantes cuando los rusos derribaron ese avión? ¿Estaban animando? ¿Y qué hay de la gente que está siendo gaseada y sometida a lluvia amarilla en Afganistán? ... Realmente no hay ningún placer en ultrajar a esta gente. Supongo que a continuación alguna organización de extrema derecha me entregará un premio, que es igualmente ridículo".

Poco después, los propietarios de armas de Estados Unidos anunciaron que estaban honrando a Milius por "describir dramáticamente la importancia en nuestro tiempo de la Segunda Enmienda".

### Reputación posterior
National Review Online ha nombrado a la película número 15 en su lista de las "Mejores películas conservadoras". Adam Arseneau en el sitio web DVD Verdict opinó que la película "a menudo se siente como un sueño húmedo republicano manifestado en una pesadilla orwelliana surrealista".
Según Jesse Walker de Reason:

La película indignó a los críticos liberales, pero más a la izquierda tuvo algunos partidarios. En un artículo ingenioso y perspicaz para The Nation, Andrew Kopkind lo llamó "la historia más convincente sobre la resistencia popular a la opresión imperial desde la inimitable película La batalla de Argel", y agregó que "llevaría a los Wolverines de Colorado a un pequeño círculo de amigos" de Harvard Square en cualquier situación revolucionaria que pueda imaginar".

El teórico libertario Murray Rothbard argumentó que la película "no era tanto a favor de la guerra como en contra del Estado". Rothbard le dio a la película una crítica generalmente positiva, al tiempo que expresó algunas reservas con la historia:

"Un gran problema con el panorama es que no tiene sentido que una guerra de guerrillas exitosa se alimente de sí misma; en la vida real, las filas de la guerrilla comenzarían a aumentar, y esto derrotaría el concepto de buscar y destruir. En Red Dawn, por otro lado, solo hay la misma media docena de adolescentes, y el desgaste inevitable hace que la lucha parezca desesperada cuando no es necesario. Otro problema es que no hay desarrollo del carácter a través de la acción, por lo que, a excepción del líder, todos los chicos de secundaria parecen indistinguibles. Como resultado, no hay ningún impulso de llorar ya que cada uno se queda en el camino".